# Abadia de Munsterbilzen
A Abadia de Munsterbilzen era uma abadia de freiras beneditinas em Munsterbilzen, na província de Limburgo na Bélgica, fundada em cerca de 670 pela Santa Landrada. Foi saqueada pelos vikings em 881, mas posteriormente restaurada. 
Foi uma abadia imperial do Sacro Império Romano-Germânico administrada separadamente do vizinho Condado de Loon. A abadessa exerceu o senhorio sobre a aldeia de Munsterbilzen e mais quatro aldeias vizinhas até 1773, quando foi obrigada a reconhecer a suserania do príncipe-bispo de Liège. A abadia foi dissolvida e sua propriedade confiscada na época da Revolução Francesa.
Datando da época da dinastia merovíngia, é considerado o mais antigo convento de mulheres na Holanda. Juntamente com a abadia de Saint-Truiden, a abadia de Aldeneik, a abadia de Susteren e a abadia de Rolduc, encontra-se no conjunto de mosteiros mais importantes da parte de língua holandesa da diocese de Liège .

## Salmos de Wachtendonckse
Um saltério carolíngio chamado Wachtendonckse foi mantido na abadia de Munsterbilzen. Este livro de salmos perdidos do início do século IX foi mencionado em um relatório de viagem de 1446 como pertencente às posses da abadessa de Munsterbilzen. Em 1591, estava na posse do cônego de Liège, Arnold Wachtendonck, reitor do altar da Landada na abadia de Munsterbilzen, e como resultado de uma disputa entre duas candidatas a abadessa, o papa fora nomeado supervisor da propriedade e da renda do papa. Wachtendonck era um notório colecionador de antiguidades e se apropriara do antigo saltério. Wachtendonck emprestou o saltério ao erudito e humanista de Leuven Justus Lipsius, que o copiou e estudou. Os Salmos Wachtendonck transmitidos via Lipsius formam o mais antigo livro conhecido em uma forma antiga da língua holandesa.